# 袁尚凯
袁尚凯（1970年12月—），土家族，贵州省镇远县人，中华人民共和国政治人物。

## 生平
1970年12月，袁尚凯出生在贵州省镇远县。1995年9月，袁尚凯成为镇远县蕉溪中学的一名教师。
1996年12月，袁尚凯进入共青团镇远县委工作，先后出任团县委副书记、书记。1999年1月，袁尚凯出任尚寨乡乡长，同时加入中国共产党。2002年1月，转任涌溪乡党委副书记、乡长。2003年4月，袁尚凯调任镇远县人大常委会委员、教工委主任。2005年1月，袁尚凯出任镇远县黔东工业园区管委会副主任、园区办公室主任。2007年1月，袁尚凯调任中共镇远县委办公室主任。
2008年3月，袁尚凯调入黔东南苗族侗族自治州工作，历任经贸委正科级干部、资源节约与综合利用科科长、工信委正科级干部、工信委节能监察支队队长、工信委规划和投资科（项目办）科长、工信委节能监察支队队长。2011年9月转任黔东南州投资促进局副局长、党组成员。
2016年9月，袁尚凯调任中共黄平县委常委、副县长。
2020年10月，袁尚凯出任黔东南苗族侗族自治州工业和信息化局局长。
2021年，袁尚凯调任中共剑河县委书记。

### 落马
2024年5月22日，袁尚凯涉嫌严重违纪违法接受贵州省纪委监委纪律审查和监察调查。前任中共剑河县委书记王勇志在2023年3月落马。2024年3月，前任黔东南苗族侗族自治州工业和信息化局局长袁迎凯在施秉县县长任上主动投案。